# Gwiazdy dukaty
Gwiazdy dukaty (niem. Die Sterntaler) – baśń braci Grimm opublikowana w 1815 roku w ich zbiorze Baśni (tom 2, nr 153). Baśń była też publikowana pod alternatywnym tytułem Gwiezdne dukaty.

## Treść
Baśń opowiada historię małej dziewczynki, sieroty, która była bardzo biedna, ale za to dobra i pobożna. Nie mając gdzie się podziać poszła w pole pokładając zaufanie w Bogu. Po drodze spotkała biednego człowieka, z którym podzieliła się ostatnim kawałkiem chleba. Potem natrafiła na dziecko, któremu oddała swoją czapkę, gdyż nie miało czym się osłonić. Potem spotkała kolejne biedne dziecko, któremu oddała swój kaftanik. Wreszcie następnemu dziecku, oddała surducik, a kolejnemu ostatnią koszulę, bo marzło z zimna.  
A gdy tak stała i niczego więcej nie miała, z nieba zaczęły spadać gwiazdy. Okazało się, że były to czyste dukaty (w oryginale talary). Choć właśnie oddała swą koszulę, miała na sobie nową z najdelikatniejszego płótna. Odtąd była już zawsze bogata.

## Ekranizacje
- Gwiezdne dukaty – niemiecki film familijny z 2011 roku, należący do cyklu filmów telewizyjnych Najpiękniejsze baśnie braci Grimm.